# 小槻奉親
小槻 奉親（おつき の ともちか）は、平安時代中期の貴族。算博士・小槻忠臣の子。官位は正五位下・左大史兼算博士。

## 経歴
蔵人所出納などを経て、一条朝初頭の正暦元年（990年）までに右少史に任ぜられると、出家までの約20年の長きに亘って太政官の史を務めた。翌正暦2年（991年）右大史に昇格し、正暦5年（994年）外従五位下・左大史に叙任されて大夫史となった。長保元年（999年）には穀倉院別当を兼務、更に寛弘2年（1005年）算博士を兼ねた。またこの間、長保5年（1004年）従五位上、寛弘3年（1006年）正五位下と昇進している。奉親は恪勤していたようで、同時期に上官である弁官を歴任した藤原行成の日記『権記』に出仕の様子が多数書き残されている。また、藤原道長の政所家司も務めた。
寛弘4年（1007年）左大史を帯びたまま淡路守に任ぜられて任地に赴くが、一条朝末の寛弘8年（1011年）淡路国からの帰京途中に突然発心して平安京に戻らずそのまま延暦寺横川に入って出家した。
万寿元年（1024年）12月の後一条天皇の北野行幸の際に行事史（儀式などにおける実務担当の史）を務めていた子・貞行が父親である奉親の死去を報告せずに職務を行ったことが問題となっていることから、同日あるいはその数日前に没したと考えられている。
後世、官務（大夫史）を世襲して「官務」と称された小槻氏では、奉親を初代の官務として尊んでいる。実際に世襲が確立されて官務家が成立するのは、孫の小槻孝信の時代と推定されているが、その背景には奉親が長期にわたる左大史在任中に関わった官文書（公文書）を自宅に保管・整理していたことによって太政官における先例の蓄積がその子孫に伝えられていた（当時の貴族が官文書を自宅で保管することは広く行われていた）ことによる部分が大きいとされている。

## 官歴
- 永延2年（988年） 8月18日：見蔵人所出納[3]
- 時期不詳：正六位上
- 正暦元年（990年） 8月27日：見右少史[4]
- 正暦2年（991年） 9月7日：見右大史[5]
- 正暦5年（994年） 日付不詳：外従五位下[6]。日付不詳：左大史
- 長保元年（999年） 11月7日：見穀倉院別当[7]
- 長保4年（1003年） 6月16日：見兼播磨権介[8]
- 長保5年（1004年） 3月26日：従五位上（賀茂行幸行事賞）[7]
- 寛弘2年（1005年） 12月26日：見兼算博士[9]
- 寛弘3年（1006年） 3月4日：正五位下（家司賞）[1]
- 寛弘4年（1007年） 正月：淡路守[10]
- 寛弘8年（1011年） 正月26日：出家（正五位下行左大史兼算博士淡路守）[7][11]
- 万寿元年（1024年） 12月：卒去[2]

## 系譜
『系図纂要』による。
- 父：小槻忠臣
- 母：不詳
- 生母不詳の子女
  - 男子：清賢
  - 男子：小槻貞行
  - 男子：小槻奉貞
  - 男子：朝禅